# Woltomierz

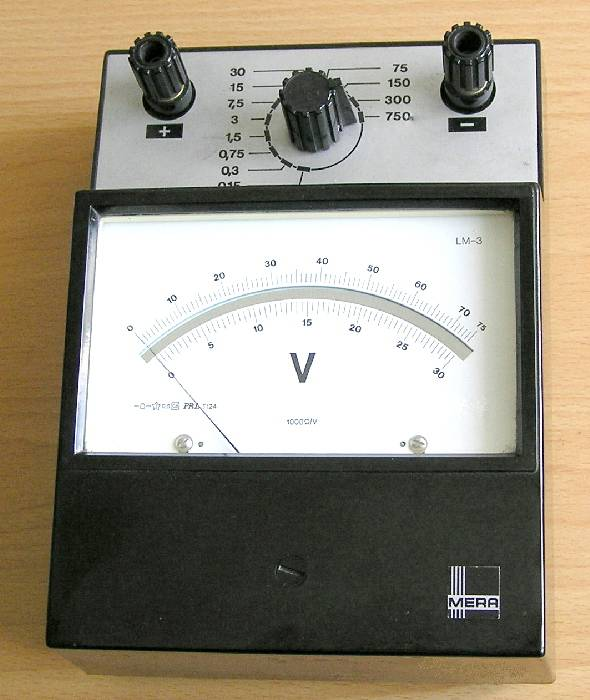
Polski woltomierz laboratoryjny magnetoelektryczny typu LM-3

Woltomierz – przyrząd pomiarowy mierzący napięcie elektryczne.
Nazwa pochodzi od jednostki napięcia: wolta. Woltomierz włącza się równolegle do obwodu elektrycznego. Idealny woltomierz posiada nieskończenie dużą rezystancję wewnętrzną. W związku z tym oczekuje się pomijalnie małego poboru prądu przez cewkę pomiarową.

## Dokładność pomiaru
Obwody, w których dokonujemy pomiaru napięcia, mogą mieć różną konfigurację i parametry, które pod wpływem włączenia woltomierza do obwodu ulec mogą zmianie, obarczając wynik pomiaru pewnym błędem – gdyż woltomierz najczęściej czerpie zasilanie (energię) z układu. Zmiany te będą tym mniejsze im mniejsza będzie moc P (tym samym natężenie prądu) pobierana przez woltomierz:
{\displaystyle P=U\cdot I={\frac {U^{2}}{R}}=I^{2}{R}}
gdzie
{\displaystyle U} i {\displaystyle I} – napięcie na woltomierzu i natężenie prądu płynącego przez woltomierz,
{\displaystyle R} – opór woltomierza.
Dlatego też idealny woltomierz ma nieskończenie duży opór R. Wówczas natężenie prądu I płynącego przez woltomierz dąży do zera – tym samym, jak wynika z powyższego równania, pobierana z układu moc jest zerowa.
Żaden realny woltomierz nie ma nieskończenie dużej rezystancji i dlatego każdy wynik pomiaru napięcia przy użyciu woltomierza obarczony jest pewnym błędem systematycznym związanym z metodą pomiaru. Dodanie poprawki jest konieczne, gdy błąd ten jest większy od 0,1 wartości błędu granicznego woltomierza.
Do oceny konieczności zastosowania poprawki stosuje się porównanie względnego błędu granicznego woltomierza ze względnym błędem systematycznym wyrażonym zależnością:
{\displaystyle {\frac {\Delta U_{G}}{\Delta U_{S}}}={\frac {-R_{O}}{R_{O}+R}}\approx -{\frac {R_{O}}{R}}}
gdzie
{\displaystyle R_{O}} – rezystancja obwodu

## Typy woltomierzy
Woltomierze dzieli się na analogowe i cyfrowe, a niezależnie od tego – na woltomierze napięcia stałego i woltomierze napięcia przemiennego. Wśród woltomierzy analogowych wyróżnia się:
- elektrostatyczne
- elektrodynamiczne
- termoelektryczne
- magnetoelektryczne
- elektromagnetyczne
- prostownikowe

### Woltomierz elektrodynamiczny
Woltomierz elektrodynamiczny posiada dwie cewki, ruchomą i nieruchomą, które połączone są szeregowo. Na skutek wzajemnego oddziaływania obu cewek (stałej i ruchomej), przez które przepływa prąd, powstaje moment sił działający na wskaźnik. Woltomierz ten znalazł zastosowanie przy pomiarach napięć stałych i przemiennych. Ma bardziej złożoną budowę niż woltomierz magnetoelektryczny i elektromagnetyczny, przez co jest droższy i najrzadziej stosowany.

### Woltomierz magnetoelektryczny
Zasada działania tego woltomierza polega na oddziaływaniu pola magnetycznego, wytworzonego przez prąd płynący przez cewkę, nawiniętą na część ruchomą miernika, na stałe pole magnetyczne, w którym znajduje się cewka. Woltomierz magnetoelektryczny służy do pomiaru napięć stałych. Po zastosowaniu układu prostowniczego może mierzyć również napięcia przemienne.

### Woltomierz elektromagnetyczny
Woltomierz ten działa na zasadzie oddziaływania pola elektromagnetycznego nieruchomej cewki na rdzeń ferromagnetyczny stanowiący ruchomą część ustroju pomiarowego. Woltomierz elektromagnetyczny służy do pomiaru napięć przemiennych. Ze względu na prostą budowę, a przez to niskie koszty produkcji, jest to najczęściej stosowany typ miernika, zwłaszcza w pomiarach technicznych.

## Zakresy pomiarowe
Do rozszerzania zakresu pomiarowego woltomierzy magnetoelektrycznych, elektromagnetycznych i elektrodynamicznych stosuje się dodatkowe oporniki łączone szeregowo z ustrojem miernika, nazywane posobnikami. Często posobniki zabudowane są w jednej obudowie z ustrojem woltomierza, który posiada wyprowadzony przełącznik zakresów lub kilka zacisków o oznaczonych zakresach. Do pomiarów technicznych najczęściej stosuje się woltomierze o jednym zakresie pomiarowym z posobnikiem dobranym fabrycznie i wbudowanym w miernik.
Posobniki stosuje się przy pomiarach napięcia stałego i przemiennego. Przy pomiarach napięć przemiennych, posobniki stosuje się do pomiaru napięć nieprzekraczających 750 V (600 V). Przy pomiarach wyższych napięć przemiennych stosuje się przekładniki napięciowe.